# Szigetvár
Szigetvár är en stad i Ungern med 10 287 invånare (2020). Staden är mest känd för slaget vid Szigetvár.

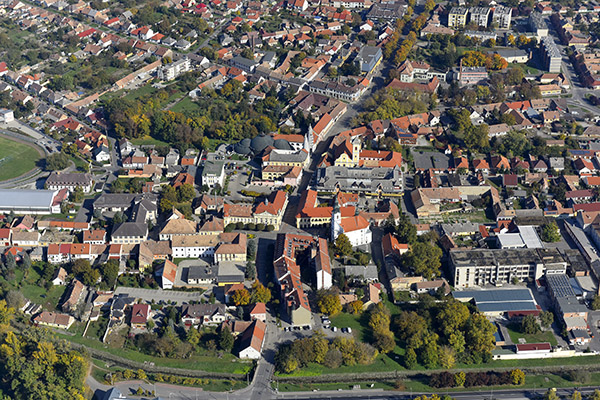
Szigetvár, 2017.